# Dolná Strehová
Dolná Strehová é um município da Eslováquia, situado no distrito de Veľký Krtíš, na região de Banská Bystrica. Tem 21,13 km² de área e sua população em 2018 foi estimada em 1.038 habitantes.

## Demografia
| Ano:        | 1994 | 2004   | 2014   | 2024   |
| ----------- | ---- | ------ | ------ | ------ |
| Broj ljudi: | 1050 | 1017   | 1046   | 1007   |
| Razlika:    |      | -3,14% | +2,85% | -3,72% |

| Ano:               | 2023 | 2024   |
| ------------------ | ---- | ------ |
| Número de pessoas: | 995  | 1007   |
| Diferença:         |      | +1,20% |